# Liste der Naturdenkmale in Gottmadingen
| Naturdenkmale | Anzahl |
| ------------- | ------ |
| FND           | 1      |
| END           | 8      |
| Gesamt        | 9      |

Die Liste der Naturdenkmale in Gottmadingen nennt die verordneten Naturdenkmale (ND) der im baden-württembergischen Landkreis Konstanz liegenden Gemeinde Gottmadingen. In Gottmadingen gibt es insgesamt neun als Naturdenkmal geschützte Objekte, davon ein flächenhaftes Naturdenkmal (FND) und acht Einzelgebilde-Naturdenkmale (END).
Stand: 31. Oktober 2016.

## Flächenhafte Naturdenkmale (FND)
| Name                        | Bild | Kennung     | Einzelheiten | Position | Fläche Hektar | Datum         |
| --------------------------- | ---- | ----------- | ------------ | -------- | ------------- | ------------- |
| Hochmoor Feisenwiese-Weiher | BW   | 83350280009 | Gottmadingen | ⊙        | 2,7           | 16. Apr. 1986 |
| Legende für Naturdenkmal    |      |             |              |          |               |               |

## Einzelgebilde (END)
| Name                     | Bild | Kennung     | Einzelheiten | Position | Fläche Hektar | Datum         |
| ------------------------ | ---- | ----------- | ------------ | -------- | ------------- | ------------- |
| 1 alte Sommerlinde       |      | 83350280008 | Gottmadingen | ⊙        | 0,0           | 21. Dez. 1978 |
| 1 alte Winterlinde       |      | 83350280006 | Gottmadingen | ⊙        | 0,0           | 21. Dez. 1978 |
| 1 Rosskastanie           | BW   | 83350280001 | Gottmadingen | ⊙        | 0,0           | 21. Dez. 1978 |
| 1 Sommerlinde            |      | 83350280002 | Gottmadingen | ⊙        | 0,0           | 21. Dez. 1978 |
| 1 Sommerlinde            | BW   | 83350280007 | Gottmadingen | ⊙        | 0,0           | 21. Dez. 1978 |
| 1 Walnussbaum            | BW   | 83350280004 | Gottmadingen | ⊙        | 0,0           | 21. Dez. 1978 |
| 1 Walnussbaum            | BW   | 83350280005 | Gottmadingen | ⊙        | 0,0           | 21. Dez. 1978 |
| 1 Winterlinde            | BW   | 83350280003 | Gottmadingen | ⊙        | 0,0           | 21. Dez. 1978 |
| Legende für Naturdenkmal |      |             |              |          |               |               |